# District de Strabane
Le district de Strabane (Strabane District en anglais et Ceantar an tSratha Báin en gaélique d’Irlande), officiellement appelé Strabane (An Srath Bán en gaélique d’Irlande), est un ancien district de gouvernement local d’Irlande-du-Nord.
Créé en octobre 1973, il fusionne avec la cité de Derry en mars 2015 pour créer un autre district de gouvernement local, Derry and Strabane.

## Géographie
Le district est situé dans le comté de Tyrone.

## Histoire
Un district de gouvernement local (local government district en anglais) du nom de Strabane est créé le 17 juillet 1972 par le Local Government (Boundaries) Order (Northern Ireland) du 20 juin 1972. Les institutions du district entrent en vigueur à compter du 1er octobre 1973 au sens du Local Government Act (Northern Ireland) du 23 mars 1972.
La majeure partie des territoires de la cité de Derry et du district de Strabane sont réunis par le Local Government (Boundaries) Act (Northern Ireland) du 23 mai 2008. La cité résultant de la fusion des anciens districts, Derry and Strabane, est créée à compter du 1er avril 2015 par le Local Government (Boundaries) Order (Northern Ireland) du 30 novembre 2012.

## Administration

### Conseil
Le Strabane District Council, littéralement, le « conseil du district de Strabane », est l’assemblée délibérante du district de Strabane, composée de 15 (1973-1993) puis de 16 membres (1993-2015), appelés les conseillers (councillors).
Un président (chairman) et un vice-maire (deputy chairman) sont élus parmi les conseillers à l’occasion de chaque réunion générale annuelle du conseil du district.

### Circonscriptions électorales
Le district de gouvernement local est divisé en autant de sections électorales (wards en anglais) que de conseillers. Celles-ci sont distribuées par zone électorale de district (district electoral area).
| Zone                           | 1973-1985,                                                             | 1985-1993                                                              | 1993-2015                                                              |
| ------------------------------ | ---------------------------------------------------------------------- | ---------------------------------------------------------------------- | ---------------------------------------------------------------------- |
| Première zone et ses sections  | A (5 sièges)                                                           | Derg (5 sièges)                                                        | Derg (5 sièges)                                                        |
| Première zone et ses sections  | - Castlederg - Clare - Glenderg - Newtownstewart - Sion Mills          | - Castlederg - Clare - Finn - Glenderg - Newtownstewart                | - Castlederg - Clare - Finn - Glenderg - Newtownstewart                |
| Deuxième zone et ses sections  | B (5 sièges)                                                           | Glenelly (5 sièges)                                                    | Glenelly (5 sièges)                                                    |
| Deuxième zone et ses sections  | - Artigarvan - Dunnamanagh - Plumbridge - Slievekirk - Victoria Bridge | - Artigarvan - Dunnamanagh - Plumbridge - Slievekirk - Victoria Bridge | - Artigarvan - Dunnamanagh - Plumbridge - Slievekirk - Victoria Bridge |
| Troisième zone et ses sections | C (5 sièges)                                                           | Mourne (5 sièges)                                                      | Mourne (6 sièges)                                                      |
| Troisième zone et ses sections | - East - Finn - North - South - West                                   | - East - North - Sion Mills - South - West                             | - Ballycolman - East - North - Sion Mills - South - West               |